# Río Huancabamba (Río Chamaya)
Der Río Huancabamba ist der ca. 160 km lange linke Quellfluss des Río Chamaya in Nord-Peru.

## Flusslauf
Der Río Huancabamba entspringt im Norden der Provinz Huancabamba (Region Piura) nahe der ecuadorianischen Grenze in der peruanischen Westkordillere. Das Quellgebiet liegt oberhalb des Bergsees Laguna Shimbe auf einer Höhe von etwa 3450 m. Der Río Huancabamba fließt anfangs 100 km in südlicher Richtung durch das Gebirge. Dabei durchfließt er zu Beginn den 4 km langen Bergsee Laguna Shimbe. Bei Flusskilometer 128 passiert er die Provinzhauptstadt Huancabamba. Ab Flusskilometer 89 bildet der Fluss die westliche, später die südwestliche Grenze der Provinz Jaén. Bei Flusskilometer 39 befindet sich der Staudamm der Talsperre Limón. Von dort wird seit 2014 im Rahmen des Olmos-Bewässerungsprojektes jährlich ca. 400 Mio. Kubikmeter Wasser über einen knapp 20 km langen Tunnel auf die Westseite der Anden transportiert. Unterhalb der Talsperre verläuft der Fluss innerhalb der Region Cajamarca. Südlich des Unterlaufs liegt die Provinz Cutervo. Der Río Huancabamba wendet sich in Richtung Ostsüdost. Bei Flusskilometer 7 passiert der Fluss die am linken Ufer gelegene Kleinstadt Pucará. Schließlich trifft der Río Huancabamba auf den von Süden kommenden Río Chotano, mit dem er sich zum Río Chamaya vereinigt.

## Einzugsgebiet
Der Río Huancabamba entwässert ein Areal von etwa 3670 km² auf der Ostseite der peruanischen Westkordillere. Im Westen trennt die kontinentale Wasserscheide das Einzugsgebiet des Río Huancabamba von den Zuflüssen des Pazifischen Ozeans. Im Nordosten liegt das Einzugsgebiet des Río Chinchipe, im Osten das des Río Huayllabamba.